# Macrocitosis
La macrocitosis es el aumento del tamaño de los eritrocitos (glóbulos rojos de la sangre), y se define como un aumento del volumen corpuscular medio de estas células (VCM>100). Las causas más frecuentes de macrocitosis en la sociedad son el alcoholismo y los déficits vitamínicos (vitamina B12 y ácido fólico).

## ¿Qué es la macrocitosis?
La macrocitosis o anemia megaloblástica es una enfermedad de la sangre caracterizada por insuficiencia de glóbulos rojos, que se muestran inusualmente grandes. La falta de células rojas de la sangre viables conduce a la deficiencia de oxígeno en todo el cuerpo. Con el tiempo, esta falta de oxígeno puede causar síntomas relacionados con muchos sistemas.[cita requerida]

## Síntomas

### ¿Cuáles son los síntomas de la macrocitosis?
Macrocitosis leve no produce síntomas. Los síntomas de la macrocitosis moderada incluyen fatiga y debilidad, problemas con la digestión y síntomas neurológicos. Los síntomas neurológicos, como confusión, depresión, o entumecimiento, pueden indicar daño a los nervios de macrocitosis persistente, lo que debe ser tratado lo antes posible para evitar daños mayores

## Causas

### ¿Qué causa macrocitosis?
Por lo general, macrocitosis es causada por deficiencia nutricional, especialmente de ácido fólico o vitamina B12. Esto puede deberse a una enfermedad hereditaria llamada anemia perniciosa, en la que una proteína llamada factor intrínseco que falta en su intestino. El factor intrínseco ayuda a su cuerpo a absorber la vitamina B12. La vitamina B12 es esencial para la reposición de folato, que es requerido por el cuerpo para producir glóbulos rojos.
Algunas enfermedades pueden provocar o empeorar la macrocitosis, incluyendo trastornos del hígado, la enfermedad de Crohn (enfermedad intestinal inflamatoria que puede afectar a cualquier parte del intestino), y la enfermedad celíaca (sensibilidad severa al gluten de trigo y otros granos que causa daño intestinal). Factores de estilo de vida modificables, como el consumo de alcohol, también pueden desempeñar un papel en el desarrollo y progresión de la macrocitosis.
Causas hematológicas de macrocitosis
Ciertos trastornos de la sangre o la médula ósea pueden llevar a problemas con el desarrollo de las células rojas de la sangre, lo que lleva a su vez a la macrocitosis. Los ejemplos incluyen:
- Leucemia (cáncer de la sangre o la médula ósea)
- Mielodisplasia (producción de células impropia por la médula ósea)
- La mielofibrosis (cicatrización de la médula ósea)
- La anemia perniciosa (disminución de los glóbulos rojos debido a la mala absorción de la vitamina B12)

### Causas gastrointestinales de macrocitosis
Mala absorción de la vitamina B12 en el tracto digestivo también pueden causar macrocitosis. Ejemplos de enfermedades gastrointestinales que pueden causar macrocitosis incluyen:
- La enfermedad celíaca (sensibilidad severa al gluten de trigo y otros granos que causa daño intestinal)
- La enfermedad de Crohn (enfermedad intestinal inflamatoria que puede afectar a cualquier parte del tracto gastrointestinal)

### Otras causas de macrocitosis
Además de las enfermedades del tracto gastrointestinal y la sangre, macrocitosis puede desarrollarse debido a factores de estilo de vida modificables u otras causas, entre ellas:
- El alcoholismo o la ingestión abundante de alcohol
- Dieta baja en vitamina B12
- La mala alimentación en la infancia
- Dieta vegana o vegetariana

## ¿Cuáles son los factores de riesgo de macrocitosis?
Varios factores aumentan el riesgo de desarrollar macrocitosis. No todas las personas con factores de riesgo recibirán macrocitosis. Factores de riesgo de macrocitosis incluyen:
- Alcoholismo
- Quimioterapia
- Antecedentes familiares de macrocitosis o trastornos autoinmunes
- Embarazo
- Los efectos secundarios de la cirugía
- Dieta vegana o vegetariana

### Reducir el riesgo de macrocitosis
Es posible reducir el riesgo de macrocitosis debido a:
- El consumo de una dieta bien equilibrada.
- El consumo de alimentos ricos en vitamina B12 (como los productos lácteos).
- Recibir inyecciones de vitamina B12 si se lo indica su proveedor de atención médica.

## Tratamiento

### ¿Cómo se trata la macrocitosis?
Para los casos leves de macrocitosis no es necesario ningún tratamiento. El tratamiento de la macrocitosis depende de su causa. Para los casos directamente relacionados con la deficiencia de vitamina B12, las inyecciones de la vitamina son recomendables. Para los casos leves, los suplementos orales pueden ser prescritos, junto con una dieta equilibrada. Para los casos en los que macrocitosis está relacionada con otra enfermedad, como la enfermedad celíaca o enfermedad de Crohn, las inyecciones de vitamina B12 se pueden suministrar hasta que la causa subyacente de la deficiencia haya sido tratada. En algunos casos, puede ser necesario tomar inyecciones de vitamina B12 a largo plazo.
- Datos: Q1886493